# Bligny-sur-Ouche
Bligny-sur-Ouche és un municipi francès, situat al departament de la Costa d'Or i a la regió de Borgonya - Franc Comtat. L'any 2007 tenia 832 habitants.

## Demografia

### Població
El 2007 la població de fet de Bligny-sur-Ouche era de 832 persones. Hi havia 340 famílies, de les quals 108 eren unipersonals (50 homes vivint sols i 58 dones vivint soles), 108 parelles sense fills, 97 parelles amb fills i 27 famílies monoparentals amb fills.
La població ha evolucionat segons el següent gràfic:
Habitants censats

### Habitatges
El 2007 hi havia 434 habitatges, 347 eren l'habitatge principal de la família, 59 eren segones residències i 28 estaven desocupats. 284 eren cases i 149 eren apartaments. Dels 347 habitatges principals, 261 estaven ocupats pels seus propietaris, 80 estaven llogats i ocupats pels llogaters i 6 estaven cedits a títol gratuït; 5 tenien una cambra, 36 en tenien dues, 78 en tenien tres, 93 en tenien quatre i 135 en tenien cinc o més. 216 habitatges disposaven pel capbaix d'una plaça de pàrquing. A 137 habitatges hi havia un automòbil i a 159 n'hi havia dos o més.

### Piràmide de població
La piràmide de població per edats i sexe el 2009 era:
| Homes | Edats   | Dones |
| ----- | ------- | ----- |
| 0     | 95 o +  | 8     |
| 8     | 90 a 94 | 4     |
| 0     | 85 a 89 | 20    |
| 8     | 80 a 84 | 8     |
| 20    | 75 a 79 | 20    |
| 16    | 70 a 74 | 20    |
| 20    | 65 a 69 | 12    |
| 24    | 60 a 64 | 28    |
| 44    | 55 a 59 | 28    |
| 28    | 50 a 54 | 44    |
| 16    | 45 a 49 | 20    |
| 32    | 40 a 44 | 24    |
| 28    | 35 a 39 | 32    |
| 8     | 30 a 34 | 12    |
| 16    | 25 a 29 | 16    |
| 4     | 20 a 24 | 4     |
| 24    | 15 a 19 | 24    |
| 36    | 10 a 14 | 16    |
| 36    | 5 a 9   | 20    |
| 12    | 0 a 4   | 8     |

## Economia
El 2007 la població en edat de treballar era de 484 persones, 330 eren actives i 154 eren inactives. De les 330 persones actives 291 estaven ocupades (158 homes i 133 dones) i 38 estaven aturades (21 homes i 17 dones). De les 154 persones inactives 67 estaven jubilades, 33 estaven estudiant i 54 estaven classificades com a «altres inactius».

### Ingressos
El 2009 a Bligny-sur-Ouche hi havia 350 unitats fiscals que integraven 803 persones, la mediana anual d'ingressos fiscals per persona era de 16.359 €.

### Activitats econòmiques
Dels 71 establiments que hi havia el 2007, 2 eren d'empreses extractives, 1 d'una empresa alimentària, 2 d'empreses de fabricació d'altres productes industrials, 12 d'empreses de construcció, 20 d'empreses de comerç i reparació d'automòbils, 4 d'empreses de transport, 4 d'empreses d'hostatgeria i restauració, 1 d'una empresa d'informació i comunicació, 3 d'empreses financeres, 4 d'empreses immobiliàries, 5 d'empreses de serveis, 10 d'entitats de l'administració pública i 3 d'empreses classificades com a «altres activitats de serveis».
Dels 25 establiments de servei als particulars que hi havia el 2009, 1 era una oficina d'administració d'Hisenda pública, 1 gendarmeria, 1 oficina de correu, 2 oficines bancàries, 3 tallers de reparació d'automòbils i de material agrícola, 1 autoescola, 2 paletes, 2 guixaires pintors, 2 fusteries, 1 lampisteria, 1 electricista, 1 empresa de construcció, 3 perruqueries, 1 veterinari, 1 restaurant i 2 agències immobiliàries.
Dels 5 establiments comercials que hi havia el 2009, 1 era un hipermercat, 1 una gran superfície de material de bricolatge, 1 una botiga de menys de 120 m², 1 una botiga de material de revestiment de parets i terra i 1 una joieria.
L'any 2000 a Bligny-sur-Ouche hi havia 6 explotacions agrícoles que ocupaven un total de 261 hectàrees.

## Equipaments sanitaris i escolars
L'únic equipament sanitari que hi havia el 2009 era una farmàcia.
El 2009 hi havia una escola elemental. Bligny-sur-Ouche disposava d'un col·legi d'educació secundària amb 106 alumnes.

## Poblacions més properes
El següent diagrama mostra les poblacions més properes.